# Körguz
Körguz est le gouverneur civil du Khorasan sous domination mongole entre 1235 et 1242. 

## Biographie
Malgré son nom chrétien (Georgius), l’Ouïgour Körguz, originaire de la région de Bechbaligh (Goutchen, Xian de Jimsar) est bouddhiste. Sa réputation de lettré lui permet de rentrer dans la maison de Djötchi qui le charge de l'éducation de ses enfants. 
À la mort de Tchingtemur, commandant militaire du Khorasan, Ogodeï le charge du recensement et de la levée des impôts au Khorasan. En 1236, le grand khan lui demande de relever le pays. Körguz réside à Tus, ville qu'il a fait reconstruire et redresse le pays presque totalement dépeuplé par les massacres de son prédécesseur. Il défend le massacre de la population iranienne, la mise à sac des villes, la rentrée des livraisons au-dessus des tributs établis, et repeuple les villes en voie de dépeuplement comme Herat. Il contraint les seigneurs mongols à envoyer la majeure partie des tributs à la cour du grand khan. À la suite de son activité, la région commence à se consolider et son économie prend un nouvel essor.
Körguz protège les musulmans et finit par se convertir lui-même. À la mort d'Ogodeï, les officiers mongols le font comparaître devant la régente Töregene puis livrer à son adversaire Kara Hülegü qui le fait mettre à mort parce qu'il l'avait offensé. Töregene charge alors Arghun agha d’administrer le Khorasan et l’Irak.

## Source
- Histoire de la Mongolie, des origines à nos jours, par László Lőrincz Publié par Akadémiai Kiadó, 1984  (ISBN 9630533812), 9789630533812
- René Grousset, L’empire des steppes, Attila, Gengis-Khan, Tamerlan, Paris, Payot, 1938, quatrième édition, 1965, (version .pdf) 669 (présentation en ligne, lire en ligne)